# سامرلند، بریتیش کلمبیا
سامرلند (به انگلیسی: Summerland) یک منطقهٔ مسکونی در کانادا است که در Regional District of Okanagan-Similkameen واقع شده‌است. سامرلند ۷۳٫۰۸ کیلومتر مربع مساحت و ۱۱٬۶۱۵ نفر جمعیت دارد و ۴۵۴ متر بالاتر از سطح دریا واقع شده‌است.